# كاجو
الكاجو أو الأَكاجُو أو البَلَاذُر الغربي أو البلاذر أو حب الفهم (باللاتينية: Anacardium occidentale) (بالإنجليزية: Cashew) ويُسمى أيضًا الكاشو أو الكازو هو نوع من النباتات يتبع جنس البلاذر من فصيلة البلاذرية.

## موطن الكاجو وانتشارها
شجرة الكاجو هي شجرة كبيرة ودائمة الخضرة من أصل برازيلي يكثر نموها في شمال شرق البرازيل وتسمى في البرتغالية (Caju).

## صناعة وإنتاج الكاجو
تنمو فاكهة الكاجو على شجرة صغيرة الحجم أوراقها عريضة وطويلة وتنبت الفاكهة مرة واحدة في السنة ويعتقد أن السكان الاصلين كانوا يسمونها فاكهة السنة. لونها يميل إلى البرتقالي وحلوة المذاق. ويشهد العالم اليوم استهلاكا غير مألوف للمكسرات، بحكم التبادل الحر القائم بين البلدان، ولم تعد هذه الثمرة حبيسة البرازيل بل أن الكثير من الدول الإفريقية خاصة موزمبيق تنتج كميات كبيرة من الكاجو، كذلك الهند.
تبلغ المساحة الكلية لمناطق زراعة الكاجو حوالي 33,900 كم².و تحتل فيتنام المركز الأول في الإنتاج تليها نيجيريا ثم الهند تليها البرازيل، وتنتج هذه الدول مجتمعة أكثر من 90% من الإنتاج العالمي.
| الدول العشر الأولى إنتاجاً للكاجو — 11 حزيران (يونيو) 2008 | الدول العشر الأولى إنتاجاً للكاجو — 11 حزيران (يونيو) 2008 | الدول العشر الأولى إنتاجاً للكاجو — 11 حزيران (يونيو) 2008 | الدول العشر الأولى إنتاجاً للكاجو — 11 حزيران (يونيو) 2008 | الدول العشر الأولى إنتاجاً للكاجو — 11 حزيران (يونيو) 2008 |
| البلد | الإنتاج (بالأطنان)                                        | ملاحظات                                                   |                                                           |                                                           |
| --- | --------------------------------------------------------- | --------------------------------------------------------- | --------------------------------------------------------- | --------------------------------------------------------- |
| فيتنام | 961000                                                    | F                                                         |                                                           |                                                           |
| نيجيريا | 660000                                                    | F                                                         |                                                           |                                                           |
| الهند | 620000                                                    |                                                           |                                                           |                                                           |
| البرازيل | 176384                                                    |                                                           |                                                           |                                                           |
| إندونيسيا | 146000                                                    |                                                           |                                                           |                                                           |
| ساحل العاج | 130000                                                    | F                                                         |                                                           |                                                           |
| الفلبين | 118000                                                    | F                                                         |                                                           |                                                           |
| تنزانيا | 92000                                                     | F                                                         |                                                           |                                                           |
| غينيا بيساو | 81000                                                     | F                                                         |                                                           |                                                           |
| موزمبيق | 58000                                                     | F                                                         |                                                           |                                                           |
| العالم | 3186039                                                   | A                                                         |                                                           |                                                           |
| No symbol = official figure, P = official figure, F = FAO estimate, * = Unofficial/Semi-official/mirror data, C = Calculated figure A = Aggregate(may include official, semi-official or estimates); Source: Food And Agricultural Organization of United Nations: Economic And Social Department: The Statistical Devision نسخة محفوظة 19 يونيو 2012 على موقع واي باك مشين. |                                                           |                                                           |                                                           |                                                           |

## الاستعمالات

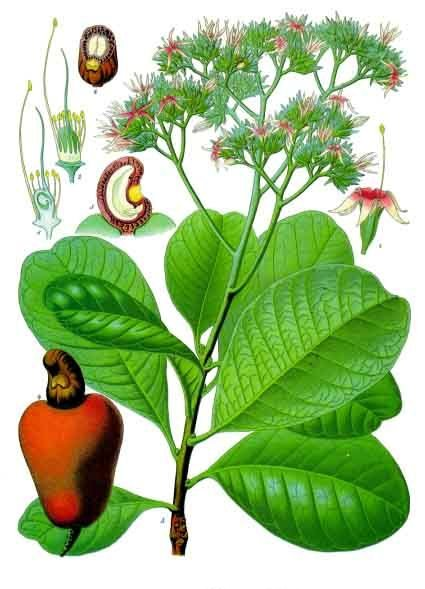
رسمة لأجزاء شجرة الكاجو

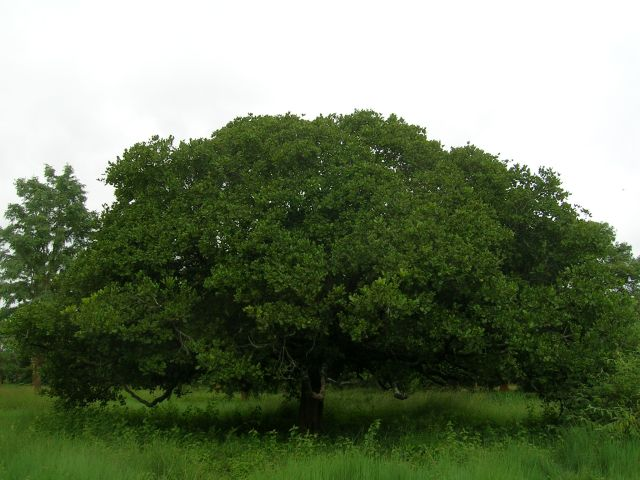
شجرة الكاجو

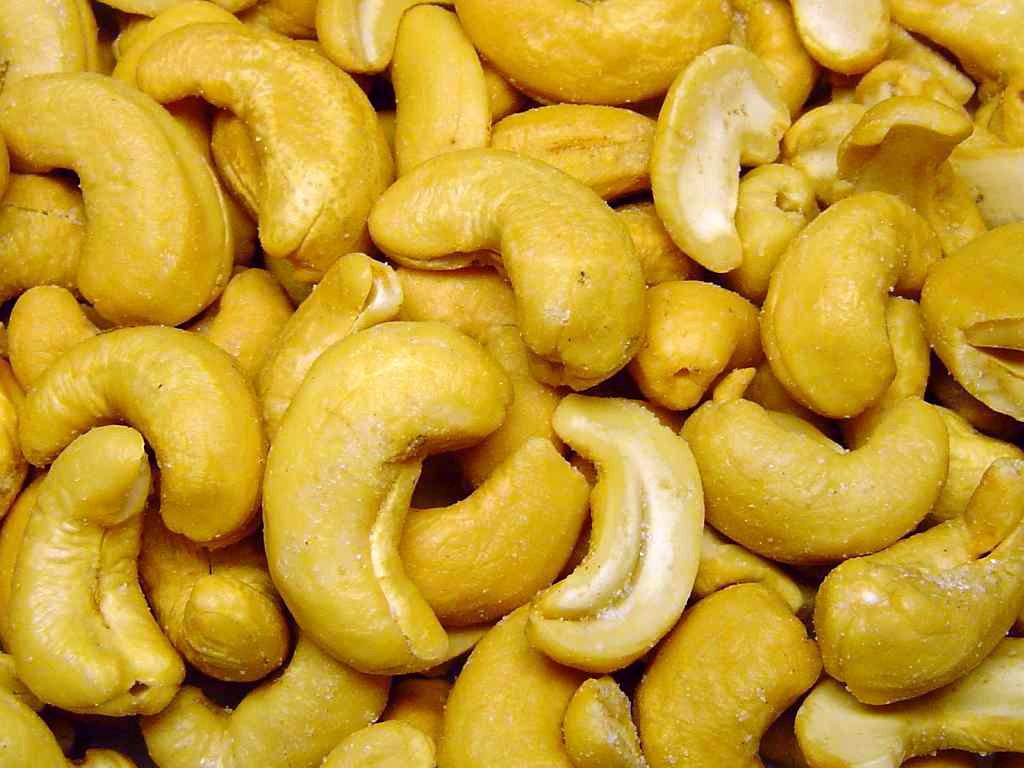
مكسرات الكاجو، مملحة

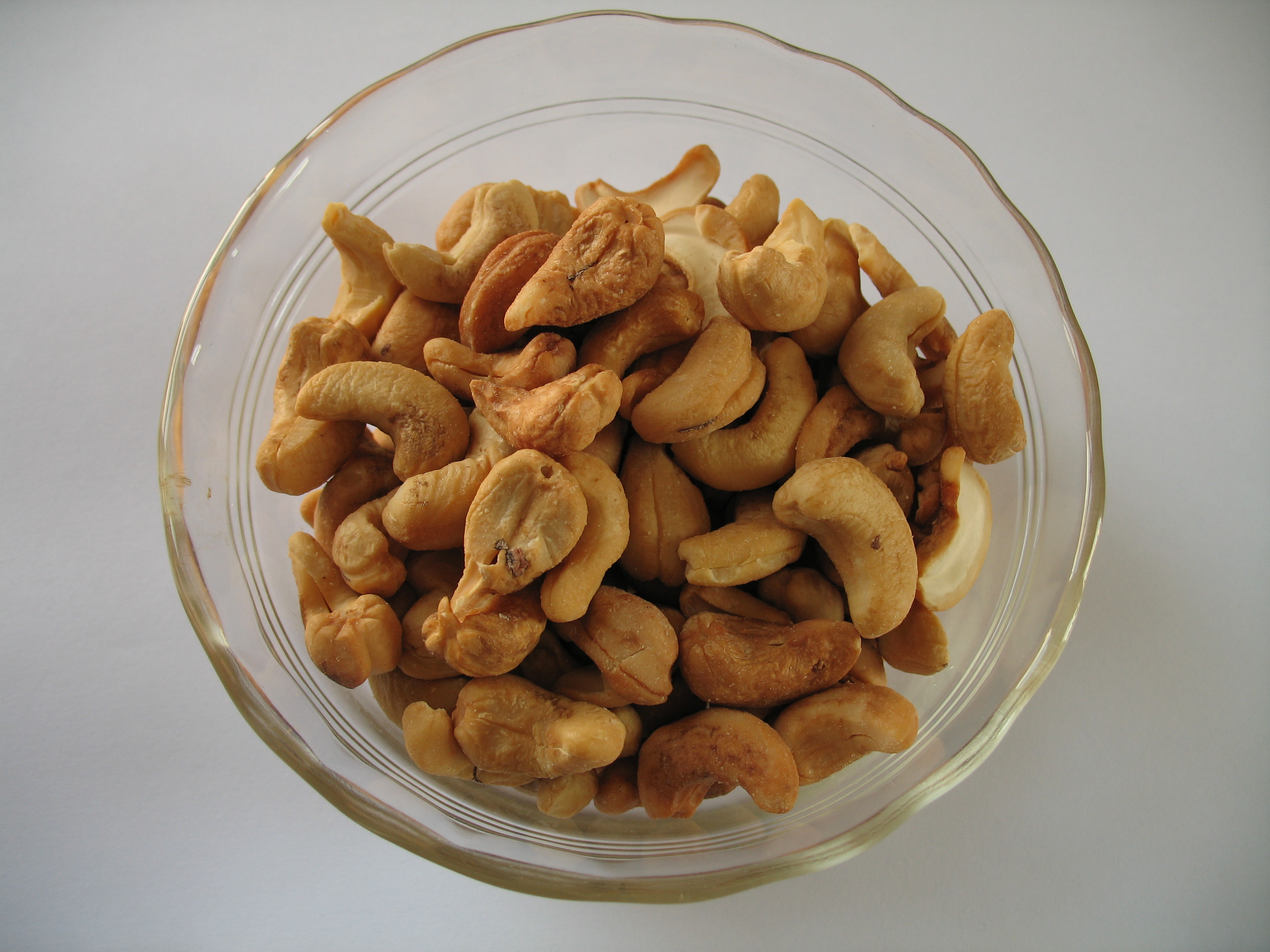
مكسرات الكاجو، محمصة ومملحة

## الأسماء المشهورة
- سن العجوز
- كاجو
- كاجو حلبي
- مطعوجة
- كاشو
- موزة
- ناب الجمل
- قرن لحلوف (في الجزائر)
- گازو (في العراق)